# Wawrzyniec Staliński
Wawrzyniec Staliński (28 luglio 1899 – 3 luglio 1985) è stato un calciatore polacco, di ruolo attaccante.

## Carriera

### Club
Ha giocato tutta la carriera nel campionato polacco.

### Nazionale
Con la Nazionale ha preso parte alle Olimpiadi del 1924.